# Колодін Денис Олексійович
Денис Олексійович Колодін (рос. Денис Алексеевич Колодин; нар. 11 січня 1982, Камишин, Волгоградська область, СРСР) — російський футболіст, центральний захисник. Бронзовий призер чемпіонату Росії (2004, 2008) і чемпіонату Європи (2008). У 2009 році британська Daily Mail поставила Колодіна на 2-е місце в своєму списку найкращих гравців російської Прем'єр-ліги.
Професіональну кар'єру розпочав у волгоградській «Олімпії», потім грав в «Уралані». У 2004 році перейшов у самарські «Крила Рад», де почав показувати хорошу гру, завоював симпатії уболівальників й вперше був викликаний до збірної Росії. У червні 2005 року через фінансові проблеми «Крил» був проданий у московське «Динамо» й до 2010 року був гравцем основи. Сезон 2011/12 років провів в оренді в «Ростові». 6 липня 2013 року на правах вільного агента перейшов у нижньогородську «Волгу».
Виступав за молодіжну та олімпійську збірні Росії, з 2004 року й до отримання важкої травми в 2010 році регулярно викликався в основну збірну. Зіграв 4 матчі на вдалому для росіян чемпіонаті Європи 2008 року, всього на рахунку захисника 23 матчі за національну команду.

## Юність
Народився в 1982 році в Камишині першою дитиною в родині — у нього є молодший брат Андрій. Проживав у гуртожитку з матір'ю й вітчимом. Мати, родом з Білорусі, працювала продавчинею, рідного батька він ніколи не знав і в дитинстві вважав ним саме вітчима. Денис любив плавати й ловити рибу, а на хвилі успіхів місцевого «Текстильника», як і більшість своїх ровесників, захопився футболом. У секцію потрапив, коли навчався в першому класі школи — його та кількох однокласників запросив тренер СДЮШОР-2 Володимир Зорков. Дитяча команда, в якій виступав Колодін, за 3 роки виграла 5 турнірів.
У 1994 році Колодін і два його одноклубники були помічені представниками волгоградської «Олімпії», якій потрібно було посилення для гри в Дитячій футбольній лізі. Майбутній футболіст не хотів їхати в незнайоме місто й проживати в інтернаті, але тренер «Олімпії» Леонід Слуцький умовив Дениса переїхати. Спочатку Колодін грав на позиції нападника, причому на юніорському рівні нерідко ставав найкращим бомбардиром. Змінити позицію його змусили проблеми з правим коліном — переніс операцію й тривалий час не тренувався, через що Колодін і професійно, і фізично відстав у розвитку від своїх однолітків, після чого повернутися в напад не зумів. Слуцький перевів гравця в півзахист, а пізніше довірив йому місце в центрі оборони.
У 1996 році «Олімпія» здобула перемогу в ДФЛ і майже в тому ж складі почала грати в аматорському чемпіонаті країни. На аматорському рівні «Олімпія» також довго не затрималася — вже на другий рік волгоградці отримали право виступати у другому дивізіоні ПФЛ.

## Клубна кар'єра

### «Олімпія»
У 2000 році розпочався професійний етап у кар'єрі Дениса. Два наступні сезони, які він провів в «Олімпії», волгоградці виступали в зоні «Поволжя» Другої ліги ПФЛ.
Колодін був міцним гравцем основи — 32 матчі в сезоні 2000 і 34 в сезоні 2001 року. Денис грав на позиції стоппера і мав вражаючі для гравця цього амплуа показники результативності — за два роки він забив 14 м'ячів. Тогочасна «Олімпія» була перспективною молодою командою. Разом з Колодіним в ній розпочинали кар'єру Роман Адамов і Андрій Бочков. У другому дивізіоні «Олімпія» показувала непогану гру: в дебютному сезоні волгоградці стали 10-ми, а в 2001 році вже потрапили в трійку найкращих. У тому ж році Денис міг опинитися у віденській «Аустрії» — за ним та його одноклубниками Ждановим і Рябих спостерігав скаут австрійського клубу, але в підсумку всі троє залишилися в Волгограді.

### «Уралан»
У 2002 році з команди пішов Слуцький, який відправився тренувати дубль елістинського «Уралана». Калмицький клуб грав у Прем'єр-лізі. Незабаром Слуцький запросив Колодіна на перегляд на збори клубу в Туреччині. Тренеру Сергію Павлову молодий гравець підійшов, і 8 лютого було оголошено про перехід Колодіна в «Уралан». Як потім заявив Денис, можливо йому допоміг випадок — Павлов теж уродженець Камишина і, можливо, захотів допомогти своєму земляку. Дебютною грою Колодіна в складі «Уралана» став товариський матч команди з угорським «Ференцварошем», який завершився внічию 0:0. У цій грі Денис замінив у складі Ігоря Чугайнова, який поїхав на збори збірної Росії.
Незважаючи на те, що на Колодіна розраховували як на гравця дубля, він зумів закріпитися в клубі і проявив себе яскравіше, ніж інші новачки елістинців. Після 6 матчів за другу команду «Уралана» 13 квітня провів перший офіційний матч за новий клуб проти «Анжі». Сезон 2002 року «Уралан» завершив на 13-у місці й уникнув пониження у класі, а Колодін провів 22 матчі, в яких забив один м'яч у ворота «Зеніта». Після завершення чемпіонату футболіст отримав декілька пропозицій від іменитих клубів, включаючи ЦСКА. Переходу завадило безвідповідальне, на думку Колодіна, ставлення керівників ЦСКА, хоча захисник вже прилетів до Москви для переговорів. Московський «Спартак» хотів обміняти на Колодіна півзахисника Василя Баранова, однак й ця угода зірвалася.
В результаті Колодін залишився в Елісті. Наступний сезон став для елістинського клубу був менш вдалим — з Прем'єр-ліги «Уралан» вилетів. Денис, який знову зіграв у 22-х матчах, був одним з небагатьох гравців команди, які справили позитивне враження, хоча за словами самого гравця сезон він провів нестабільно. Це також підтвердив головний тренер елістинців Ігор Шалімов, який заявив, що в тому сезоні Колодіну заважала «хвороба віку». До того ж в тому чемпіонаті Колодін вперше в кар'єрі отримав тривалу дискваліфікацію — на 5 матчів. У матчі з «Зенітом» футболістові здалося, що «суддя допомагає їм, а нас топить». У тій грі Денис отримав дві жовті картки, обидві за суперечки з суддею, а пізніше контрольно-дисциплінарний комітет розцінив його дії як «спробу фізичного впливу на арбітра».

### «Крила Рад»

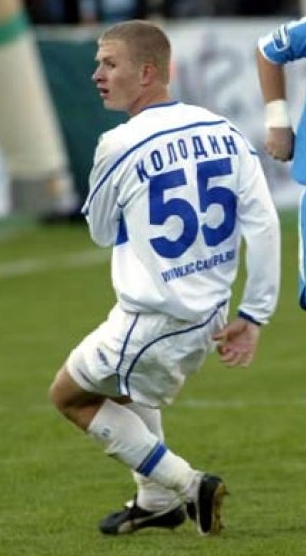
Колодін у складі «Крил» (11 вересня 2004)

Після вильоту «Уралана» шансів на те, що Денис залишиться в команді, було мало. Слуцький радив гравцеві ще рік не підписувати контракти з серйозними клубами, але, незважаючи на це, грати в Першому дивізіоні Колодіну не довелося — сезон 2004 року він розпочав у складі «Крил Рад». Сума трансферу склала 1,35 млн євро. Президент «Крил» Герман Ткаченко заявив, що Колодін «один з найперспективніших російських футболістів, сильний, чіпкий захисник, який може також зіграти на позиції опорного хавбека», зазначивши при цьому, що боротьбу за гравця вели кілька видних російських і українських клубів, серед яких — київське «Динамо», донецький «Шахтар» і «Зеніт». У купівлі Дениса був зацікавлений наставник пітерців Властиміл Петржела, який назвав його «розумним, сильним, молодим хлопцем», але «Зеніт» й «Уралан» не зійшлися в ціні.
Дебютний матч Колодіна за «Крила» відбувся 21 березня, після чого він міцно зайняв місце в основному складі самарців. У першому сезоні на його рахунку було 25 зіграних матчів. Саме тут Денис остаточно перекваліфікувався в центрального захисника. «Крила» ж у тому сезоні створили сенсацію, завоювавши бронзу чемпіонату і отримавши право грати в Кубку УЄФА, причому в ключовому матчі з підмосковним «Сатурном» саме Колодін зрівняв рахунок, забивши свій єдиний м'яч у тому чемпіонаті. Також «Крила» вийшли у фінал Кубка Росії, але поступилися «Тереку». Гра Дениса не залишилася непоміченою — Георгій Ярцев викликав гравця до збірної Росії, і 18 серпня він дебютував за національну команду в матчі з Литвою (4:3).
По ходу сезону 2005 року стало зрозуміло, що повторити минулорічний успіх «Крилам» не вийде — в клубі вибухнула фінансова криза. З Кубка УЄФА команда вибула в першому раунді, поступившись нідерландському АЗ, але зумівши нав'язати боротьбу — голландці пройшли далі тільки за рахунокм'ячів, забитих на виїзді (Колодін в єврокубкових матчах не брав участі). Фінансова ситуація в клубі погіршувалася, і стало ясно, що «Крилам» доведеться розлучитися з деякими гравцями. У травні, після закінчення першого кола чемпіонату, Колодін перейшов у багатше «Динамо», сума трансферу склала 1,8 млн євро. Про час, проведений в Самарі, Денис згадує тепло — всупереч волі динамівських керівників, Денис наполіг на тому, щоб йому дозволили провести прощальний матч з «Амкаром», і в інтерв'ю заявив, що якби не фінансові проблеми, то клуб він би не покинув.

### «Динамо»
Другу частину сезону Колодін догравав у «Динамо». 2 червня дебютував за новий клуб в матчі проти ЦСКА (0:2), а в листопаді відкрив рахунок голам за «Динамо», забивши у ворота все того ж ЦСКА. Перший сезон видався для захисника не надто простим, хоча він проводив на полі досить часу, тренер «Динамо» Іво Вортманн іноді не ставив гравця до складу. Іншим негативним моментом стала сутичка Колодіна з Маніше та Жорже Рібейру, що ледь не переросла в бійку, за яку Вортманн застосував до захисника дисциплінарні санкції. У серпні ходили чутки про можливий перехід Колодіна в «Москву», але розвитку переговори не отримали. Колодін був одним з небагатьох росіян, що мали ігрову практику в «Динамо» епохи Федоричева. Всього в тому сезоні зіграв 27 матчів (14 за «Крила», 13 за «Динамо»). Чемпіонат динамівці закінчили на 8-му місці.
2006 рік «Динамо» закінчило чемпіонат на 14-му місці, за крок від вильоту з Прем'єр-ліги. На рахунку Колодіна в тому сезоні 27 матчів і один гол. Загальна невдача команди не завадила визнанню гри особисто Дениса — Виконком РФС включив гравця в список 33 найкращих футболістів чемпіонату Росії. Колодін, разом з Ігнашевичем, став найкращим центральним захисником.

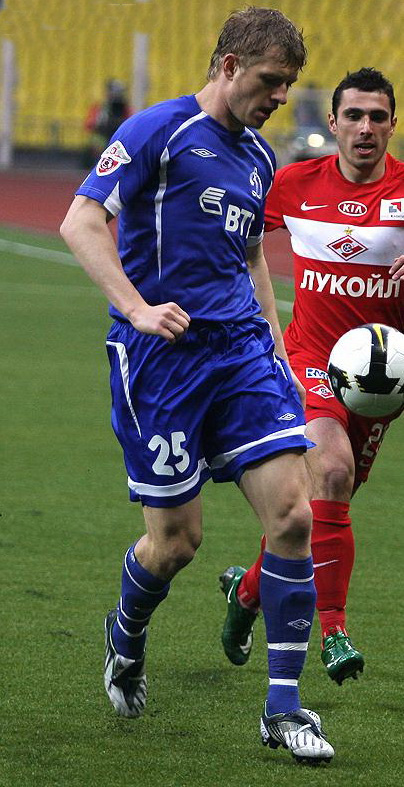
Колодін у складі «Динамо»

У сезоні 2007 «Динамо» зуміло налагодити гру. Сезон видався вдалим і для Колодіна, який відкрив себе з нової сторони — як бомбардир. Він забив 9 м'ячів, що стало його особистим рекордом за результативністю в одному сезоні. Після першого кола Колодін, захисник, лідирував у суперечці бомбардирів, а після закінчення чемпіонату залишився найкращим серед гравців «Динамо». Примітно, що жодного з голів Денис не забив з гри: 7 м'ячів — реалізація пенальті, ще 2 були забиті зі штрафних. У підсумку «Динамо» зайняло 6-е місце, Колодін, який зіграв у 27 матчах, знову був включений у список 33 найкращих футболістів чемпіонату Росії, але вже під номером 2, найкращим на позиції Дениса на думку РФС став Сергій Ігнашевич.
У 2008 році «Динамо» продовжило прогресувати — підсумком стало 3-тє місце і можливість взяти участь у Лізі чемпіонів. Це була друга бронзова медаль чемпіонату Росії для Колодіна. Також у цьому сезоні пройшов чемпіонат Європи, який виявився вдалим для збірної Росії, яка вийшла в півфінал. Колодін зіграв важливу роль в успіху команди — він був основним центральним захисником збірної і провів 4 матчі. Після завершення Євро трансферна ціна на Дениса, на думку авторитетного німецького ресурсу Transfermarkt, зросла майже на 1 млн євро, причому інші центральні захисники збірної Росії в ціні впали. В цілому вдалий для Колодіна сезон був зіпсований першою в професійній кар'єрі серйозною травмою — 27 вересня, в матчі 23-го туру чемпіонату Росії з «Крилами Рад», захисник самарців О Бом Сок завдав Денису серйозну травму гомілкостопа. Росіянину потрібна була операція й тривале відновлення. Травма була настільки серйозною, що Денис думав і про завершення кар'єри. Однак невдачі в кінцівці сезону не вплинули на загальну оцінку гри Колодіна — він втретє поспіль був включений у список 33 найкращих футболістів чемпіонату Росії і повернув собі перше місце на своїй позиції. Підсумкові показники сезону — 22 матчі й один забитий м'яч у ворота ЦСКА.
Денис встиг відновитися до початку сезону 2009 й зміг вперше в своїй кар'єрі зіграти в єврокубку — 29 липня в 3-му відбірковому раунді Ліги чемпіонів проти шотландського «Селтіка». Ця гра стала дебютною для Дениса ще в одному плані — він за відсутності Хохлова вивів команду на матч у ролі капітана. Однак, в єврокубках «Динамо» виглядало слабко: в Лізі чемпіонів за сумою 2-х матчів москвичі програли «Селтіку» (1:2), а в Лізі Європи — софійському ЦСКА (1:2). У чемпіонаті «Динамо» також виглядало гірше, ніж в минулому сезоні — лише 8-е місце. Цей сезон, як і минулий, був затьмарений для Дениса травмою. Пошкодження задніх м'язів стегна, яке Колодін отримав у грі 20-го туру з «Крилами», змусило захисника пропустити 6 матчів чемпіонату й значну частину кваліфікації до чемпіонату світу 2010 року, включаючи програні вирішальні ігри зі збірною Словенії. Всього в прем'єр-лізі Колодін зіграв 23 матчі, в яких забив 2 м'ячі. Сезон 2009 року для свого клубу Денис охарактеризував як «невдалий».
3 березня 2010 року в товариському матчі збірних Росії й Угорщини Колодін знову отримав травму стегна, через яку пропустив початок чемпіонату і відновився лише до 5-го туру. У травні з'явилися чутки про можливий перехід Дениса в «Зеніт» під час літньої трансферної кампанії. Потенційна сума трансферу — 15 млн євро. Колодін повинен був зайняти місце Івиці Крижанаца, в разі його переходу в інший клуб. Тренер пітерців Лучано Спаллетті спокійно відреагував на чутки про перехід, однак розкритикував журналістів, які заявили, що «Зеніт» має намір позбутися Крижанаца: «Розумію, що газети шукають інформацію, і це нормально. Але неправильно, коли пишуть, що при певному трансфері гравець, який провів в основному складі майже всі матчі чемпіонату, повинен піти. Та людина, яка написала цю статтю, зробила цей маневр з метою нашкодити нашому клубу». Колодін також прокоментував ситуацію з можливим переходом, заявивши, що звик до свого нинішнього клубу: «Я так глибоко пустив коріння в „Динамо“, що мене, навіть якщо захочуть, не зможуть звідси вирвати», а також зазначив, що названа сума трансферу в 15 млн євро, на його думку, занадто велика. За підсумками річної дозаявочної кампанії Денис не покинув клуб і продовжив виступи за «Динамо». У вересні він отримав чергову серйозну травму, пошкодивши зв'язки гомілкостопа в матчі проти «Сатурна» і вибув приблизно на 3 тижні. Відразу після відновлення захисник знову пошкодив гомілкостоп, травма, яка спочатку здалася несерйозною, надовго вивела Колодіна з ладу — лише наприкінці січня 2011 року він повернувся до тренувань в загальній групі. Провівши декілька матчів Денис знову отримав травму, а після «засів» у глибокому запасі, програвши конкуренцію Володимиру Гранату.
У серпні 2011 року з'явилася інформація про те, що «Динамо» готове розлучитися з Колодіним. Головний тренер команди Сергій Сілкін на питання про захисника відповів: «Все в його руках. Ми з Денисом багато розмовляли — він гравець збірної, він гравець основного складу. І мені навіть ніяково тримати його в запасі, випускаючи тільки на заміну. Тому, якщо він хоче грати, то повинен докласти всі зусилля, щоб повернути свою колишню форму». Денис не покинув клуб в літнє трансферне вікно (виконавчий директор пізніше зазначив, що жоден з клубів не виявив до гравця інтересу) і провів залишок року практично без ігрової практики, зрідка виходячи на заміну і граючи в молодіжній команді. Сілкін ясно дав зрозуміти, що Колодін почне новий сезон в іншому клубі.

### «Ростов» і «Волга»
У січні 2012 року було оголошено про оренду Колодіна в «Ростов». У дончан було першочергове право продовження оренди захисника. Головний тренер команди Сергій Балахнін заявив, що Денис прийшов у «Ростов» в посередній формі, але відзначив хороші перспективи гравця. Колодін зіграв 8 матчів у другому етапі сезону 2011/12 років й обидва перехідних матчі з «Шинником». У ростовському клубі, за визнанням самого футболіста, він отримав необхідну ігрову практику для повноцінного повернення в професійний футбол.
Після завершення чемпіонату Колодін повернувся в «Динамо». Головний тренер команди Дан Петреску пообіцяв допомогти захиснику у відновленні: «Він пропустив цілий рік через травму, а в таких випадках тобі потрібен ще один рік, щоб повернутися на колишній рівень. Постараюся зробити все можливе, щоб ми побачили колишнього Колодіна». Незважаючи на це, Денис провів сезон на лавці московського клубу. У 2012 році він лише один раз вийшов на поле, але це не завадило керівництву «Динамо» запропонувати гравцеві новий короткостроковий контракт. У другій половині сезону він зіграв ще лише в одній зустрічі, після чого стало зрозуміло — контракт з Колодіним продовжений не буде й він покине клуб.
6 липня 2013 року Денис на правах вільного агента підписав контракт з нижньогородською «Волгою». Футболіст визнав, що його перехід не заслуговує тієї уваги, якої він міг би заслуговувати ще 5 років тому: «Зараз це просто новина про гравця, який прийшов нізвідки, практично закінчуючи кар'єру». Колодін, щоправда зазначив, що поки не планує йти з великого футболу. 14 липня дебютував за «Волгу» в матчі першого туру нового чемпіонату проти свого колишнього клубу «Динамо» і на 2-й хвилині відзначився гольовою передачею на Олександра Шуленіна. Матч закінчився з рахунком 2:2. Захисник і далі грав в основі «Волги», провівши 21 матч, ще в чотирьох йому не вдалося взяти участь через дискваліфікацію. Команда, яка зазнавала фінансових труднощів, зайняла лише 15-е місце й не зуміла врятуватися від вильоту в ФНЛ, після чого в листопаді 2014 року Колодін покинув нижньогородський клуб. Гравець вирішив не завершувати ігрову кар'єру і взимку 2015 року вирушив на збір з саратовським «Соколом».

### «Сокіл»
4 лютого 2015 року офіційний сайт «Сокола» оголосив про підписання контракту з Колодіним до кінця сезону.

### «Алтай»
У січні 2016 року перейшов у новостворений казахстанський клуб «Алтай» (Семей) першої ліги. Колодін відіграв 23 матчі, забив один м'яч у ворота власної команди, але команда відразу зуміла вийти в прем'єр-лігу. З організаційних і фінансових причин клуб не отримав ліцензію і був відправлений назад в першу лігу, а потім у другу. Колодін залишився без роботи і в жовтні 2017 офіційно завершив кар'єру.

## Кар'єра в збірній
Зумівши заграти в «Уралані», Колодін звернув на себе увагу тренерів збірної Росії. 21 серпня 2002 року дебютував у складі молодіжної команди в матчі зі Швецією (3:1). Гра молодого захисника влаштувала тренера «молодіжки» Андрія Чернишова, й Колодін взяв участь у відбірковій кампанії до молодіжного чемпіонату Європи 2004. Російська команда, вдало почавши відбіркову кампанію, осінню частину кваліфікації провалила і на турнір потрапити не змогла. Всього ж у складі олімпійської та молодіжної збірних Колодін зіграв 12 разів. Незважаючи на це, фахівці звернули увагу на гравця й називали Дениса можливою заміною Віктору Онопко.
Колодін — це страшна втрата... Можливо, Денис — не дуже ефектний гравець, якщо не брати до уваги його гарматних дальніх ударів, але він виконав відмінну роботу в останніх матчах за збірну. Нам буде його не вистачати.
Після несподівано успішної гри «Крил» у чемпіонаті Колодін був викликаний в основну збірну на матч з Литвою. Дебютний для Дениса матч, який відбувся 18 серпня 2004 року, став для нього переможним (завершився з рахунком 4:3), причому на думку експертів він був одним з найкращих у складі росіян. Декілька років Колодін не міг конкурувати з Ігнашевичем й братами Березуцькими за місце в основі. Після приходу Гуса Гіддінка роль Колодіна в збірній зросла, однак захисники ЦСКА все ж вважалися основними. Проявити себе у збірній Колодіну вдалося після травми Ігнашевича — він вдало провів матч відбіркового турніру до Євро-2008 з Македонією і після цього став з'являтися в складі частіше. У завершальному матчі кваліфікаційного раунду з Андоррою, який мав дуже велике значення, Колодін став одним з антигероїв матчу, не реалізувавши пенальті, що, однак, не завадило росіянам здобути важку перемогу (1:0) і потрапити на Євро.
На чемпіонаті Європи 2008, який приніс російській команді «бронзу», саме Колодін й Ігнашевич були основними центральними захисниками збірної. Перший матч з іспанцями Денис провалив, дві його помилки призвели до пропущених м'ячів, однак Гіддінк не прибирав його зі складу, й Колодін вийшов в основі і у двох матчах, які залишилися на груповому етапі — з Грецією (1:0) й Швецією (2:0). Грав Колодін і в чвертьфінальному матчі з голландцями, в якому був дуже помітний і декілька разів бив по воротах ван дер Сара з дальньої дистанції. На другій доданій до другого тайму хвилині росіянин, який уже мав на той момент жовту картку, отримав друге попередження від судді Любоша Міхела й був видалений з поля, але футболістам збірної Росії вдалося довести, що порушення Колодіна було вже після виходу м'яча за межі поля і в підсумку суддя 2-у картку скасував. Півфінальний матч з іспанцями Денис пропускав через перебір жовтих карток.
Гіддінк розраховував на Колодіна й у відбіркових матчах до чемпіонату світу в ПАР, але через декілька серйозних травм, отриманих ним у 2008 і 2009 роках пропустив значну частину кваліфікації й зіграв лише у двох матчах з 12-и — з Уельсом і Фінляндією, в обох матчах росіяни святкували успіх. Також після відновлення Колодін зіграв у товариських матчах з Аргентиною (2:3), Угорщиною (1:1) й Болгарією (1:0), причому в грі з угорцями знову отримав травму.
Колодін викликався на перші два матчі відбіркового турніру до Євро-2012 з Андоррою й Словаччиною, але в жодному з них не зіграв через травми. З тієї ж причини не був викликаний і на два наступні матчі збірної проти Ірландії та Македонії.

## Стиль гри

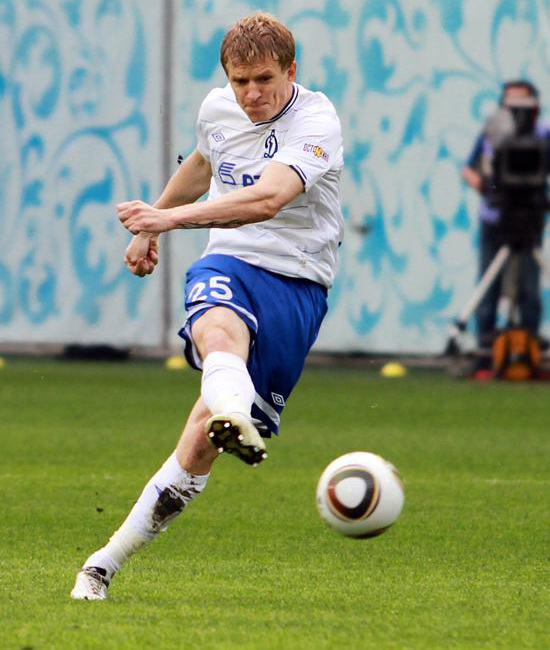
Удар Дениса Колодіна

Колодін — центральний захисник, який також може грати на позиції опорника. Примітним є той факт, що юніор-Колодін був нападником, але з роками обіймав все більш оборонну позицію: на аматорському рівні грав півзахисника, в «Олімпії» й «Уралані» — стоппера й лише в «Крилах» остаточно став захисником.
Денис досить габаритний гравець, який вміє вигравати єдиноборства. Досвідчений «персональник» — в «Уралані» часто опікував нападників суперника, а на Євро-2008, наприклад, зумів виключити з гри Златана Ібрагімовича. Вагнер Лав в одному з інтерв'ю зазначив, що від опіки Колодіна звільнитися дуже складно й для цього необхідно багато рухатися. Колишній тренер «Динамо» Андрій Кобелєв віддав належне його вмінню починати атаки, а колишній президент «Крил» Герман Ткаченко заявив, що Колодін гравець чіпкий і сильний. Візитна картка росіянина — потужні і точні удари практично з будь-якої дистанції. Особливо яскраво це вміння Денис продемонстрував у матчі Євро-2008 з голландцями, де він декілька разів був близький до того, щоб забити в ворота ван дер Сара. У «Динамо» Колодін часто виконував штрафні й пенальті.
Тривалий час Денису вдавалося обходитися без серйозних травм, і сам гравець вважав себе «незламним» футболістом, проте з 2008 року його переслідували серйозні пошкодження.

## За межами футбольного поля
Станом на 2008 рік був неодружений. Мати Дениса й молодший брат Андрій живуть в Камишині. Сам футболіст за роки життя в Москві столицю не вподобав і вважав за краще б жити під Волгоградом. Найкращі друзі Колодіна в футбольних колах — Роман Адамов й Андрій Бочков, які разом з ним грали в «Олімпії». Також Денис й досі спілкується з колишнім тренером «Олімпії» Леонідом Слуцьким. Колишній партнер Колодіна по «Крилах» Андрій Каряка в інтерв'ю назвав його «душею компанії».
У 2009 році знявся у проморолику, який анонсував домашні матчі «Динамо», в ролі Термінатора, фільми про якого в юності дуже любив. Серед фільмів віддає перевагу популярним блокбастерам. Любить важку рок-музику, такі гурти, як «Ария» або «Король и Шут». Грає в футбольні симулятори на ПК. На лівій руці у футболіста татуювання, зроблене ним під час відпочинку в Таїланді. З 2009 року спортивна школа № 2 проводить в Камишині Всеросійський турнір з футболу «Великі зірки світять малим» на приз Дениса Колодіна.
Разом з Микитою Симоняном і Рінатом Дасаєвим був послом оргкомітету російської заявки на чемпіонат світу 2018 і 2022 року.

## Статистика

### Клубна
| Клуб                    | Сезон             | Ліга  | Ліга | Кубок | Кубок | Єврокубки | Єврокубки | Загалом | Загалом |
| Клуб                    | Сезон             | Матчі | Голи | Матчі | Голи  | Матчі     | Голи      | Матчі   | Голи    |
| ----------------------- | ----------------- | ----- | ---- | ----- | ----- | --------- | --------- | ------- | ------- |
| «Олімпія» (Волгоград)   | 2000              | 32    | 7    | —     | —     | —         | —         | 32      | 7       |
| «Олімпія» (Волгоград)   | 2001              | 34    | 7    | 2     | 0     | —         | —         | 36      | 7       |
| «Олімпія» (Волгоград)   | Загалом           | 66    | 14   | —     | —     | —         | —         | 43      | 14      |
| Уралан                  | 2002              | 22    | 1    | 0     | 0     | —         | —         | 22      | 1       |
| Уралан                  | 2003              | 22    | 2    | 2     | 0     | —         | —         | 24      | 2       |
| Уралан                  | Загалом           | 44    | 3    | 2     | 0     | —         | —         | 46      | 3       |
| Крила Рад               | 2004              | 25    | 1    | 4     | 0     | —         | —         | 29      | 1       |
| Крила Рад               | 2005              | 14    | 1    | 6     | 1     | 0         | 0         | 20      | 2       |
| Крила Рад               | Загалом           | 39    | 2    | 7     | 1     | 0         | 0         | 46      | 3       |
| Динамо (Москва)         | 2005              | 13    | 1    | —     | —     | —         | —         | 13      | 1       |
| Динамо (Москва)         | 2006              | 27    | 1    | 5     | 1     | —         | —         | 32      | 2       |
| Динамо (Москва)         | 2007              | 27    | 9    | 4     | 0     | —         | —         | 31      | 9       |
| Динамо (Москва)         | 2008              | 22    | 1    | 2     | 1     | —         | —         | 24      | 2       |
| Динамо (Москва)         | 2009              | 23    | 2    | 3     | 0     | 4         | 0         | 30      | 2       |
| Динамо (Москва)         | 2010              | 15    | 1    | 1     | 0     | 0         | 0         | 16      | 1       |
| Динамо (Москва)         | 2011—12           | 3     | 0    | 0     | 0     | 0         | 0         | 3       | 0       |
| Динамо (Москва)         | 2012—13           | 3     | 0    | 1     | 0     | 0         | 0         | 4       | 0       |
| Динамо (Москва)         | Загалом           | 133   | 15   | 16    | 2     | 4         | 0         | 153     | 17      |
| Ростов                  |                   |       |      |       |       |           |           |         |         |
| 2011—12                 | 10                | 0     | 0    | 0     | 0     | 0         | 10        | 0       |         |
| Загалом                 | 10                | 0     | 0    | 0     | 0     | 0         | 10        | 0       |         |
| Волга (Нижній Новгород) |                   |       |      |       |       |           |           |         |         |
| 2013—14                 | 21                | 0     | 0    | 0     | 0     | 0         | 21        | 0       |         |
| Загалом                 | 21                | 0     | 0    | 0     | 0     | 0         | 21        | 0       |         |
| Сокіл                   |                   |       |      |       |       |           |           |         |         |
| 2014—15                 | 0                 | 0     | 0    | 0     | 0     | 0         | 0         | 0       |         |
| Загалом                 | 0                 | 0     | 0    | 0     | 0     | 0         | 0         | 0       |         |
| Усього за кар'єру       | Усього за кар'єру | 313   | 34   | 25    | 3     | 4         | 0         | 319     | 37      |

### Міжнародна
| №  | Дата              | Суперник           | Рахунок | Голи Колодіна | Змагання                     |
| 1  | 18 серпня 2004    | Литва              | 4:3     | -             | Товариський матч             |
| 2  | 4 вересня 2004    | Словаччина         | 1:1     | -             | Кваліфікаційні матчі ЧС-2006 |
| 3  | 9 лютого 2005     | Італія             | 0:2     | -             | Товариський матч             |
| 4  | 30 березня 2005   | Естонія            | 1:1     | -             | Кваліфікаційні матчі ЧС-2006 |
| 5  | 6 вересня 2006    | Хорватія           | 0:0     | -             | Кваліфікаційні матчі ЧЄ-2008 |
| 6  | 15 листопада 2006 | Північна Македонія | 2:0     | -             | Кваліфікаційні матчі ЧЄ-2008 |
| 7  | 7 лютого 2007     | Нідерланди         | 1:4     | -             | Товариський матч             |
| 8  | 22 серпня 2007    | Польща             | 2:2     | -             | Товариський матч             |
| 9  | 17 жовтня 2007    | Англія             | 2:1     | -             | Кваліфікаційні матчі ЧЄ-2008 |
| 10 | 21 листопада 2007 | Андорра            | 1:0     | -             | Кваліфікаційні матчі ЧЄ-2008 |
| 11 | 23 травня 2008    | Казахстан          | 6:0     | -             | Товариський матч             |
| 12 | 28 травня 2008    | Сербія             | 2:1     | -             | Товариський матч             |
| 13 | 4 червня 2008     | Литва              | 4:1     | -             | Товариський матч             |
| 14 | 10 червня 2008    | Іспанія            | 1:4     | -             | Фінальні матчі ЧЄ-2008       |
| 15 | 14 червня 2008    | Греція             | 1:0     | -             | Фінальні матчі ЧЄ-2008       |
| 16 | 18 червня 2008    | Швеція             | 2:0     | -             | Фінальні матчі ЧЄ-2008       |
| 17 | 21 червня 2008    | Нідерланди         | 3:1     | -             | Фінальні матчі ЧЄ-2008       |
| 18 | 20 серпня 2008    | Нідерланди         | 1:1     | -             | Товариський матч             |
| 19 | 10 вересня 2008   | Уельс              | 2:1     | -             | Кваліфікаційні матчі ЧС-2010 |
| 20 | 10 червня 2009    | Фінляндія          | 3:0     | -             | Кваліфікаційні матчі ЧС-2010 |
| 21 | 12 серпня 2009    | Аргентина          | 2:3     | -             | Товариський матч             |
| 22 | 3 березня 2010    | Угорщина           | 1:1     | -             | Товариський матч             |
| 23 | 11 августа 2010   | Болгарія           | 1:0     | -             | Товариський матч             |

Загалом: 23 матчі / 0 голів; 13 перемог, 6 нічиїх, 4 поразки.

## Досягнення

### Клубні
«Крила Рад»
- Прем'єр-ліга
  -  Бронзовий призер (1): 2004
- Кубок Росії
  -  Фіналіст (1): 2004

«Динамо» (Москва)
- Прем'єр-ліга
  -  Бронзовий призер (1): 2008

### Збірна
- Чемпіонат Європи
  -  Бронзовий призер (1): 2008

### Особисті
- У списках 33 найкращих футболістів чемпіонату Росії (4): № 1 — 2006, 2008; № 2 — 2007; № 3 — 2009.
- Заслужений майстер спорту.